# Брейди, Николас Фредерик
Ни́колас Фре́дерик Бре́йди (англ. Nicholas Frederick Brady; родился 11 апреля 1930 года) — американский политик, 68-й министр финансов США при президентах Рональде Рейгане и Джордже Буше.

## Биография
Брейди родился в Нью-Йорке. В 1952 году окончил Йельский университет со степенью бакалавра искусств, затем в 1954 году окончил Гарвардский университет со степенью магистра делового администрирования.
С 1954 по 1988 год работал в инвестиционном банке Dillon, Read & Co., в 1970–1988 годах возглавлял его совет директоров.
Свою политическую карьеру Брейди начинает с назначения его губернатором в сенаторы от штата Нью-Джерси, взамен ушедшего в отставку Гаррисона Уильямса. Этот пост он занимал недолго, с 20 апреля по 27 декабря 1982 года, являлся членом комитета Сената по Вооружённым силам. Переизбраться не пытался.
В 1984 году президент Рональд Рейган назначает Брейди председателем Президентской комиссии. В течение 1983 года Николас Брейди работал в составе комиссий по Вооружённым силам, безопасности и экономической поддержки, и по Центральной Америке. 
15 сентября 1988 года он становится 68-м министром финансов США. В 1989 году, после того, как несколько стран не смогли больше платить по долгам, Брейди разработал так называемый «План Брейди», заключающийся в конвертации долга развивающихся стран в долларовые облигации.
В 1994 году Брейди основывает инвестиционный фонд Darby Overseas Investments, Ltd. Он также являлся попечителем Рокфеллеровского университета в Нью-Йорке.